# Coccoloba densifrons
Coccoloba densifrons là một loài thực vật có hoa trong họ Rau răm. Loài này được Mart. ex Meisn. mô tả khoa học đầu tiên năm 1855.